# مرمر زماني (مسلسل)
مرمر زماني، مسلسل تلفزيوني إماراتي، من إنتاج تلفزيون دبي.
قام عبد الحسين عبد الرضا بالتمثيل فيه، وأخرج المسلسل نجدة أنزور.